# اوترشتادت
اوترشتادت (به آلمانی: Otterstadt) یک شهر در آلمان است که در راین-پفلاتس-کرایس واقع شده‌است. اوترشتادت ۳٬۲۷۹ نفر جمعیت دارد.